# Siergiej Akimow
Siergiej Nikołajewicz Akimow, ros. Сергей Николаевич Акимов (ur. 8 lutego 1958 w Nowosybirsku) – rosyjski hokeista i trener hokejowy.

## Kariera zawodnicza
- Awangard Omsk (1977-1978)
- Szynnik Omsk (1978-1980)
- SKA Nowosybirsk (1981-1983)
- Sibir Nowosybirsk (1983-1991)
- Towimor Toruń (1991-1992)

Wychowanek klubu z Nowosybirska. W sezonie I ligi polskiej 1991/1992 występował w Towomirze Toruń (równolegle także w zespole rezerwowym w II lidze 1991/1992).

## Kariera trenerska
- Sibir Nowosybirsk (1994-1995)

Jako trener podjął pracę w Sibirze Nowosybirsk. W sezonie 1994/1995 był głównym trenerem zespołu seniorskiego. W późniejszych latach zajął się szkoleniem zespołów młodzieżowych w klubie.

## Sukcesy
Klubowe
- Złoty medal wyższej ligi: 1988 z Sibirem